# Jonathan Diaby
Jonathan-Ismael Diaby, född 16 november 1994 i Blainville, Quebec, är en kanadensisk före detta professionell ishockeyspelare (back).